# NGC 7375
NGC 7375 est une galaxie lenticulaire située dans la constellation de Pégase. Cette galaxie a été découverte par l'astronome américain Truman Henry Safford en 1866. Sa vitesse par rapport au fond diffus cosmologique est de 6 613 ± 32 km/s, ce qui correspond à une distance de Hubble de 97,5 ± 6,9 Mpc (∼318 millions d'al).
NGC 7375 présente une large raie HI.